# José María Basanta
José María Basanta (* 3. April 1984 in Tres Sargentos, Provinz Buenos Aires) ist ein argentinischer und eingebürgerter mexikanischer ehemaliger Fußballspieler auf der Position eines Verteidigers.

## Karriere
Basanta begann seine Profikarriere 2003 bei Estudiantes de La Plata in der argentinischen Primera División. Weil er sich dort nicht durchsetzen konnte, wurde er in der Saison 2006/07 an den Zweitligisten Olimpo de Bahía Blanca ausgeliehen, mit dem er in derselben Spielzeit die Zweitligameisterschaft gewann und den Aufstieg in die erste Liga schaffte. Für die darauffolgende Erstliga-Saison 2007/08 wurde er zu den Estudiantes zurückgeholt und spielte für sie unter anderem in der Copa Libertadores.
Vor der Saison 2008/09 wurde er von seinem Landsmann Ricardo La Volpe, der zu jener Zeit Trainer beim mexikanischen Erstligisten CF Monterrey war, ins Land der Azteken geholt, wo er seither bei Monterrey unter Vertrag steht. Mit den Rayados gewann Basanta bisher zwei Meistertitel und zweimal die CONCACAF Champions League. Außerdem erreichte er mit seiner Mannschaft bei der FIFA-Klub-Weltmeisterschaft 2012 den dritten Platz. 
Er selbst wurde in der Apertura 2012 mit dem Balón de Oro, dem Goldenen Ball, als bester Innenverteidiger der mexikanischen Liga ausgezeichnet. 
Mit der Argentinischen Nationalelf wurde Basanta bei der Weltmeisterschaft 2014 in Brasilien Vizeweltmeister.
Im Juli 2014 wechselte er für eine kolportierte Ablösesumme von 2,6 Millionen Euro zur AC Florenz in die Serie A. Er ließ sich jedoch im Jahr darauf an seinen alten Verein zurückverleihen, der ihn schließlich erneut bis zu seinem Karriereende 2020 unter Vertrag nahm.

## Erfolge

### Als Nationalspieler
- Vizeweltmeister: 2014

### Verein (national)
- Mexikanischer Meister: Apertura 2009, Apertura 2010
- Argentinischer Zweitligameister: 2006/07

### Verein (international)
- CONCACAF Champions League: 2011, 2012

### Persönlich
- Gewinner des Balón de Oro: Apertura 2012